# 三錐歯目
三錐歯目（さんすいしもく、Triconodonta）は、中生代に栄えた哺乳類の絶滅分類群。三畳紀後期から白亜紀にかけて生息。学名は、その臼歯の形状から、「三つの丘（錐）のある歯」より。主に（昆虫食を含む）肉食のグループで、当時としては比較的大型のものも存在した。別名トリコノドン目。三丘歯類や三突起歯類と訳されることもあった。近年では別系統のモルガヌコドン類を除いたグループをエウトリコノドン目（Euriconodonta）または真三錐歯類とすることもある。

## 概要
三錐歯類は、中生代における代表的な哺乳類のグループの一つである。大半は夜行性で食虫性の小型動物が主であったと思われるが、例外的に、当時の哺乳類としては比較的大型の捕食者も輩出している。ゴビコノドン類の中には1mを超えるものもあり、また、幼体とはいえ恐竜を捕食していた。満州で発見されたレペノマムスの化石の腹部には、消化途中のプシッタコサウルスの幼体がおさめられていた。夜行性の動物では1m近くという大きさに達するのは難しいとされており、彼らは昼間行動していたのではないかといわれる。
時には植物食恐竜を捕食し、肉食の獣脚類と競合することもあったが、逆に三錐歯目が当時の大半の哺乳類と同様、獣脚類の餌食になることもあった。
こうして恐竜支配下においてある程度の成功を収めた三錐歯目であったが、白亜紀末までに絶滅してしまっている。しかし既に白亜紀前期にはエオマイアなどの真獣類が現れ、かれらのニッチを埋めていった。

## 形態
臼歯には大小三つの咬頭が直線状に並んでいる。このうち中央のものが大きく前後のものが小さくなっており、漢字の山の様な形である。上顎の臼歯は下顎の臼歯の外側に収まり、ハサミの刃の様に作用する。これは初期の哺乳形類であるモルガヌコドン目などにも見られる形態である。オズボーンによれば、この咬頭のうち前後の小さなものが、上顎のものは外側、下顎のものは内（舌）側に移動し、三角形を成したものが相称歯類（対錐歯類）。この段階ではまだ咬頭は互いに噛み合ず、すれ違う事で食物を剪断している。そこから真汎獣類段階において、下顎臼歯の後部（遠心）に張り出しが形成し始める。そして、真獣類において張り出し部に新たに三つの咬頭が形成されトリボスフェニック(tribosphenic) 型後臼歯に進化したとされる。これは、「コープ・オズボーンの三結節説」と呼ぶ。ただし、この説には発生学や古生物学から相同性などの点に反論がある。
肩帯は相称歯類や初期真獣類を思わせる進歩的な形態を見せるが、腰帯は未だ初期哺乳形類に近い形態を留めているものも存在する。その為、このグループの単系統性については未だに論議がされている。

## 分類
初期の分類においては、歯の形状などから三錐歯目はエオゾストロドンなどを含み、哺乳類の最初期から存在する大グループとされてきた。しかし、研究が進むにつれこの目が多系統であると指摘され、初期のグループが外されて（狭義）哺乳類の中に分類しなおされた。
- 哺乳形類 Mammaliaformes
  - †モルガヌコドン目 Morganucodonta（†は絶滅）
  - 哺乳類 Mammalia
    - 原獣亜綱 Prototheria / Australosphenida
    - 獣形類 Theriiformes
      - †異獣亜綱 Allotheria
        - †多丘歯目 Multituberculata

      - †三錐歯目 Triconodonta（＝真三錐歯類 Eutriconodonta）
      - 全獣類 Holotheria
        - 獣亜綱 Theria（真獣亜綱）

### 主な属

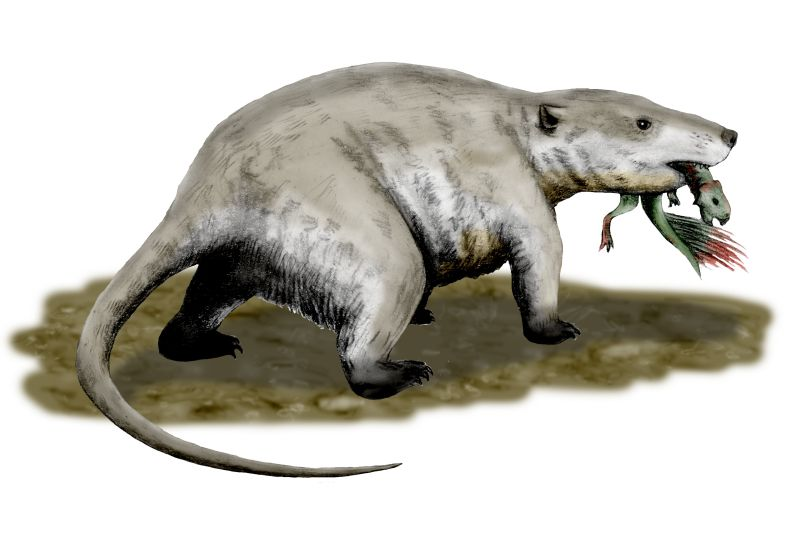
レペノマムス属 Repenomamus
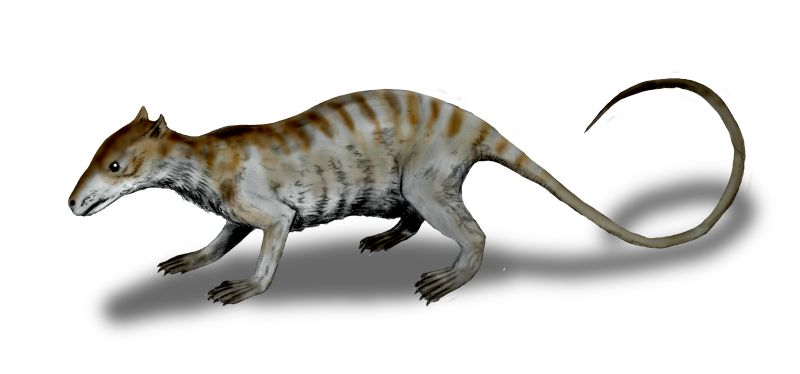
ジェホロデンス属 Jeholodens